# Голубієвичі (Коростенський район)
Голубіє́вичі — село в Україні, у Народицькій селищній територіальній громаді Коростенського району Житомирської області. Чисельність населення становить 20 осіб (2001). У 1923—2005 роках — адміністративний центр колишньої однойменної сільської ради.

## Загальна інформація
Розташоване за 45 км південно-східніше Народич та за 45 км від найближчої залізничної станції Малин, на березі річки Бучанки.

## Населення
За довідником 1885 року в селі мешкала 251 особа, налічувалося 33 дворових господарства.
Відповідно до результатів перепису населення Російської імперії 1897 року, загальна кількість мешканців становила 474 особи, з них: православних — 448, чоловіків — 254, жінок — 220.
Наприкінці 19 століття в селі налічувалося 527 мешканців, дворів — 85, у 1906 році — 452 мешканці, дворів — 75, у 1923 році — 725 мешканців, дворів — 139.
На початок 1970-х років село мало 142 двори із населенням 372 особи.
Відповідно до результатів перепису населення СРСР, кількість населення станом на 12 січня 1989 року становила 359 осіб. Станом на 5 грудня 2001 року, відповідно до перепису населення України, кількість мешканців села становила 20 осіб.

## Історія
Вперше згадане у акті 1545 року, в описі Овруцького замку з переліком приписаних до нього міщан, боярів, селян та земель, також їх повинностей. Власність Кшиштофа Кмітича, який зобов'язаний був одну службу та чотири копи грошей. У 1581 році належало Іванові Солтану, яких вносив від 2 осілих селян та 1 загородників. Солтанам належало ще у 1617 році, потім перейшло до Глембоцьких. Згадується у люстрації Київського воєводства 1754 року, належало Галецькому, разом із Межиліскою та Осівкою було 25 дворів.
В середині 19 століття — село Овруцького повіту Волинської губернії. Разом із руднями Великою і Малою Осічною та хуторами Перебитків і Бондарівка належало Миколаєві Колечицькому, загалом 5 150 десятин земель.
За довідником 1885 року — колишнє поміщицьке село Нововороб'ївської волості Овруцького повіту Волинської губернії, на пічці Осушанці. Були церковна парафія, заїзд.
У другій половині 19 століття — село Нововороб'ївської волості Овруцького повіту Волинської губернії. Лежало на річці Осушанці або Бучі, за 120 верст від Житомира, за 60 верст від Овруча, де розміщувалася також найближча поштова станція, за 118 верст від найближчої залізничної станції у Києві. Була смолокурня. Дерев'яну церкву на кам'яному підмурівку, з такою ж дзвіницею, збудовано 1877 року за кошти вірян та з допомогою скарбниці. Землі при церкві 49 десятин, піщана й болотиста, для хліборобства невигідна, місцями заросла чагарниками. До парафії входили села Межиліска (5 верст), Великі Міньки (8 верст), Малі Міньки (13 верст), Рубежівка (13 верст), Буда (3 версти), Кужель (3 версти). Дворів 270, вірян 2 134 особи обох статей, римокатоликів — 15, євреїв — 50. Сусідні парафії: Базар (8 верст), Вовчків (8 верст).
Наприкінці 19 століття — село Базарської волості Овруцького повіту Волинської губернії. Лежало на річці Осушанці (Бучі), за 57 верст від Овруча, за 8 верст від Базара.
У 1906 році — село Базарської волості (1-го стану) Овруцького повіту Волинської губернії. Відстань до повітового центру, м. Овруч, становила 46 верст, до волосного центру містечка Базар — 10 верст. Поштове відділення — м. Овруч.
17 листопада 1921 р. під час Листопадового рейду через Голубієвичі проходила Волинська група (командувач — Юрій Тютюнник) Армії Української Народної Республіки.
У 1923 році включене до складу новоствореної Голубієвицької сільської ради, яка 7 березня 1923 року увійшла до складу новоутвореного Базарського району Коростенської округи; адміністративний центр ради. Розміщувалося за 12 версти від районного центру міст. Базар.
На фронтах Другої світової війни воювало 182 селян, 78 з них нагороджені орденами й медалями, 104 загинули. У 1959 році на їх честь встановлено пам'ятник.
В радянські часи в селі розміщувалася центральна садиба колгоспу, який обробляв 1 485 га земель, в тому числі 857 га — рілля, 676 га — ліс. Господарство вирощувало зернові культури, льон, картоплю, розвивало молочно-м'ясне тваринництво, були млин та пилорама. 36 колгоспників нагороджено орденами й медалями СРСР. У селі були восьмирічна школа, дві бібліотеки, медпункт, поштове відділення.
21 січня 1959 року, в складі сільської ради, передане до Народицького району, 30 грудня 1962 року — до складу Овруцького району, 7 січня 1963 року — Малинського району, 8 грудня 1966 року — до складу відновленого Народицького району Житомирської області. 25 квітня 2005 року, відповідно до рішення Житомирської обласної ради «Про адміністративно-територіальні зміни в Народицькому районі», Голубієвицьку сільську раду ліквідовано, село підпорядковане Межиліській сільській раді Народицького району.
Внаслідок Чорнобильської катастрофи 1986 року село увійшло до зони безумовного (обов'язкового) відселення.
6 серпня 2015 року село включене до складу новоутвореної Народицької селищної територіальної громади Народицького району Житомирської області. Від 19 липня 2020 року, разом з громадою, в складі новоствореного Коростенського району Житомирської області.